# Kubi
Pour plus de détails, voir Fiche technique et Distribution.
Kubi (首, Kubi) est un film japonais réalisé par Takeshi Kitano, sorti en 2023.
C'est l'adaptation du roman du même nom de Takeshi Kitano paru en 2019.

## Synopsis
Alors que Araki Murashige a disparu, le daimyo Oda Nobunaga demande à ses généraux Akechi Mitsuhide et Hideyoshi Hashiba de le retrouver. Les évènements qui suivront déboucheront sur l'incident du Honnō-ji en 1582.

## Fiche technique
Sauf indication contraire, les informations mentionnées dans cette section peuvent être confirmées par la base de données cinématographiques IMDb,  présente dans la section « Liens externes ».
- Titre original : 首, Kubi (littéralement cou)
- Titre français : Kubi
- Réalisation : Takeshi Kitano
- Scénario : Takeshi Kitano d'après son roman
- Décors : Yukiharu Seshimo
- Montage : Yoshinori Ota
- Société de production : Kadokawa
- Pays d'origine : Japon
- Format : couleurs
- Genre : action, drame, historique
- Durée : 131 minutes
- Dates de sortie :
  - France : 23 mai 2023 (festival de Cannes - Cannes Première)
  - Japon : 6 novembre 2023[1]

## Distribution
- Takeshi Kitano : Hideyoshi Hashiba
- Hidetoshi Nishijima : Akechi Mitsuhide
- Ryō Kase : Oda Nobunaga
- Kaoru Kobayashi : Tokugawa Ieyasu
- Tadanobu Asano : Kanbei Kuroda
- Nao Ōmori : Hidenaga Hashiba
- Ken'ichi Endō : Araki Murashige
- Masanobu Katsumura : Saitō Toshimitsu
- Kan'ichirō : Mori Ranmaru
- Jun Soejima : Yasuke
- Yoshiyoshi Arakawa : Shimizu Muneharu
- Musaka Naomasa : Ankokuji Ekei
- Ittoku Kishibe : Sen no Rikyū
- Kenta Kiritani : Hattori Hanzō

## Production

### Genèse et développement
Takeshi Kitano adapte son propre livre paru en 2019. Il est inspiré de l'événement survenu dans le temple Honnō-ji de Kyoto en 1582 durant l'Ère Tenshō et connu sous le nom d'incident du Honnō-ji.

### Distribution des rôles
De nombreux acteurs ont déjà tournés dans des films de Takeshi Kitano : Hidetoshi Nishijima (Dolls), Ryō Kase (Outrage), Tadanobu Asano (Zatoichi).

## Distinction

### Sélection
- Festival de Cannes 2023 : Cannes Première